# Bonsai-Typart
Bonsai-Typart (Eigenschreibweise BONsai – typART ) war ein Buchverlag in Berlin von 1990 bis 2002.

## Geschichte
1990 gründete der Lyriker
Wilfried M. Bonsack den BONsai typArtART Verlag in Ost-Berlin.
Den Druck, die Typographie, die Bindung sowie die Prägung des Umschlags führte er selbst durch. Es wurden Auflagen von maximal 500 Exemplaren hergestellt.
Um 2002 erschienen die letzten Neuveröffentlichungen. 2012 starb Bonsack in Berlin.

## Publikationen (Auswahl)
Im BONsai typART Verlag erschienen vor allem Lyrikbände
- Wilfried M. Bonsack (Hg.): Zug in der Luft, Eine Text- und Bildsammlung. Lyrik - Prosa Grafik, 1990
- Wilfried M. Bonsack und Norbert Wagenbrett: Zeitfurche, 1992
- Claudia Teschner: Geschürte Fluchten, 1992
- Bernd Kebelmann: Menschliche Landschaften. Zentrierte Gedichte 1979–1989, 1993
- Wilfried M. Bonsack: Persona non grata, 1995
- Dana Nain Rudović: Wind & Stein. Vjetar & Kamen, 1995
- Tanja Dückers: Morsezeichen, 1996
- Tanja Dückers: Fireman, 1996
- Mario Curvello: Romanzero, 1996
- Wilfried M. Bonsack: Zerschliffene Landschaft, 1996
- Annegret Gollin: Doppelbelichtung, 1996
- Ingeborg Görler: Laufzeit, 1996
- Wolfgang Fehse: Der Teppich zum Glück, 1996
- Bernd Kebelmann: Requiem für Gran Partita, 1996
- Hanah H. Thiede: Traumwiesen, 1996
- Edeltraut Schönfeld: Schattenfarbe, 1996
- Rajvinder Singh: Spuren der Wurzeln, 1996
- Andrej Beuermann: Zwischen den Schlägen des Wachseins, 1996
- Alice Harmer: Haut und Feld, 1997
- Bernd Kebelmann: Ein – Stein, 1997
- Ivan Štrpka: Zwischenspiele. Puppen (um) einen Kopf kürzer, 1997
- Mila Haugová: Kahlfrieren, 1998
- Sylvia Geist: Nichteuklidische Reise, 1998
- Abdurahman Aden: Requiem, 1998
- Olav Münzberg: BücherStädte – und verbleiben wollen und nicht dürfen, 1998
- Ute Eckenfelder: Einblicke, 1998
- Kan Yujing: Vergessen wider, 1998
- Quirinus Kuhlmann: Klarlichte Dunkelheiten, 1998
- Ingeborg Görler: Luftwandel, 1999
- Ursula Heinze de Lorenzo: Laubnacht, 2000
- Friedrich Nietzsche: Nur Narr! Nur Dichter! Oder wie kranke Dichter sich trösten, 2000
- Wolfgang Fehse: Die Bunker bei Port de Miramar, 2002

Es erschien außerdem die Zeitschrift
- MANNA – Zeitschrift für internationale Poesie.